# Зелена Морава
Зе́лена Мора́ва (болг. Зелена морава) — село в Тирговиштській області Болгарії. Входить до складу общини Омуртаг.

## Населення
За даними перепису населення 2011 року у селі проживали 583 особи.
Національний склад населення села:
| Національність   | Кількість осіб | Відсоток |
| ---------------- | -------------- | -------- |
| турки            | 556            | 98,8%    |
| болгари          | 5              | 0,9%     |
| цигани           | 0              | 0%       |
| Всього відповіли | 563            |          |

Розподіл населення за віком у 2011 році:
Динаміка населення: